# Artur Król
Artur Król (* 27. Juni 1983 in Breslau) ist ein ehemaliger polnischer Straßenradrennfahrer, der im Straßenradsport aktiv war.

## Sportlicher Werdegang
Artur Król wurde 2003 Dritter bei der polnischen Meisterschaft im Straßenrennen der U23-Klasse hinter Dariusz Rudnicki. 2006 wurde er Profi bei dem polnischen Continental Team Amore & Vita-McDonald's. 2008 und 2009 fuhr er für die serbisch-italienische Mannschaft Centri della Calzatura. In seinem zweiten Jahr dort erzielte er seinen einzigen Karriereerfolg: er gewann die dritte Etappe beim Course de la Solidarité Olympique und konnte so auch die Gesamtwertung für sich entscheiden.
2010 und 2011 startete Krol nur noch bei Rennen in seiner Heimat Polen, seit 2012 wird er nicht mehr in den internationalen Ergebnislisten geführt.

## Erfolge
2009
- Gesamtwertung und eine Etappe Course de la Solidarité Olympique

## Teams
- 2006: Amore & Vita-McDonald's
- 2007: Amore & Vita-McDonald's
- 2008: Centri della Calzatura-Partizan
- 2009: Centri della Calzatura